# Mafia corsa
La mafia corsa (o milieu corso) designa le strutture mafiose d'origine corsa.
La Corsica ha una tradizione di banditismo e criminalità simile al Mezzogiorno italiano. Sono costituiti da una moltitudine di gruppi criminali composti da pochi membri a qualche decina di membri. 25 sono elencati secondo un rapporto del 2022, 20 secondo un altro rapporto in 2025. I loro legami con gli ambienti politici ed economici sono importanti, così come la loro presa sul territorio con il pizzo.
L'uso della violenza è frequente, la Corsica è la regione d'Europa con il più alto tasso di omicidi per abitante.

## Storia
Nata in Corsica, si estende prevalentemente a Marsiglia (dove si contano ben 200mila abitanti di origine corsa) e nella regione Provenza-Alpi-Costa Azzurra, in Nordafrica, nelle Antille e in America del Sud.
Negli anni settanta i suoi clan costituivano la French Connection, massiccio traffico di eroina verso gli USA destinata perlopiù alla mafia statunitense.
Dagli anni '80 agli anni 2000 la principale organizzazione era quella che andava sotto il nome di "Brezza del Mare" (Brise de Mer).
Dagli anni 2010 sono presenti più bande, a volte composte da poche persone. La fascia più importante sarebbe quella dei "Petit Bar" di Ajaccio.
Il 26 febbraio 2025, il presidente della regione insulare della Corsica, Gilles Simeoni, ha presentato all'Assemblea regionale della Corsica 30 misure per combattere la criminalità organizzata corsa.

## Omicidi
Ad essa sono stati attribuiti diversi omicidi, tra cui quello del giudice Pierre Michel, ucciso a Marsiglia nel 1981. In particolare, in Corsica ci sono stati 20 omicidi dall'inizio del 2012 (al 7 dicembre). Nell'isola di appena 300 000 abitanti si concentra il 20% dei regolamenti di conti di tutta la Francia; si tratta della regione con il tasso di criminalità più alto dell'Unione europea.

## Influenza culturale
- Nel romanzo Al servizio segreto di sua maestà (1963) di Ian Fleming, appartenente alla saga di James Bond, uno dei protagonisti della storia è Marc-Ange Draco, boss della mafia corsa. Dal romanzo è stato tratto l'omonimo film (1969), in cui il personaggio di Draco è interpretato dall'attore Gabriele Ferzetti.
- Le vicende narrate nei film Borsalino (1970) e Borsalino and Co. (1974), diretti da Jacques Deray, sono ispirate alle "gesta" dei banditi corsi Paul Carbone e François Spirito nella Marsiglia degli anni '30.
- Il film Regolamento di conti (Les hommes) (1972), diretto da Daniel Vigne ed interpretato da Marcel Bozzuffi e Henry Silva, è ispirato alla vera storia dall'affaire du Combinatie, una nave carica di sigarette di contrabbando che nel 1952 causò una sanguinosa faida per il suo possesso tra le bande corse di Marsiglia.
- Le vicende della mala corsa (e marsigliese in generale) sono al centro del romanzo Duri a Marsiglia (1974), scritto da Giancarlo Fusco.
- Nel film Il profeta (2009) di Jacques Audiard, il personaggio di César Luciani, interpretato da Niels Arestrup, è un boss della mafia corsa.